# KA-SAT
KA-SAT – satelita telekomunikacyjny należący do firmy Eutelsat. Zapewnia bezprzewodowy dostęp do internetu w całej Europie, a także na obszarze Bliskiego Wschodu. Został umieszczony na pozycji 9°E, dołączając do satelity Eurobird 9A pasma Ku. KA-SAT wyprodukowano na zlecenie Eutelsatu przez EADS Astrium, w oparciu o platformę Eurostar E3000. Satelitę wyniosła rakieta Proton w grudniu 2010 roku. Nazwa satelity pochodzi od pasma w jakim działa – jest to tak zwane pasmo Ka.

## Satelita
Satelita jest wyposażony w cztery anteny z tzw. multifeederami, które można dokładnie wycelować w wybrany obszar i wysokowydajne przekaźniki. Dzięki temu generuje 82 wiązki, co czyni go najbardziej zaawansowanym wieloprzekaźnikowym satelitą w historii. Każda wiązka to szerokość 237 MHz pasma transpondera, zapewniając przepustowość 475 Mb/s.
Satelita zasilany jest w około 14 kW, podczas gdy zużywa 11 kW. Baterie słoneczne potrafią dostarczyć do 16 kW mocy.
Masa ładunku użytecznego satelity to około 1000 kg, a cała masa wynosi około 3200 kg. Masa startowa (wraz z paliwem) wyniosła 6150 kg.
Czas działania satelity na orbicie przewidziano na 16 lat.

## Dostęp do Internetu

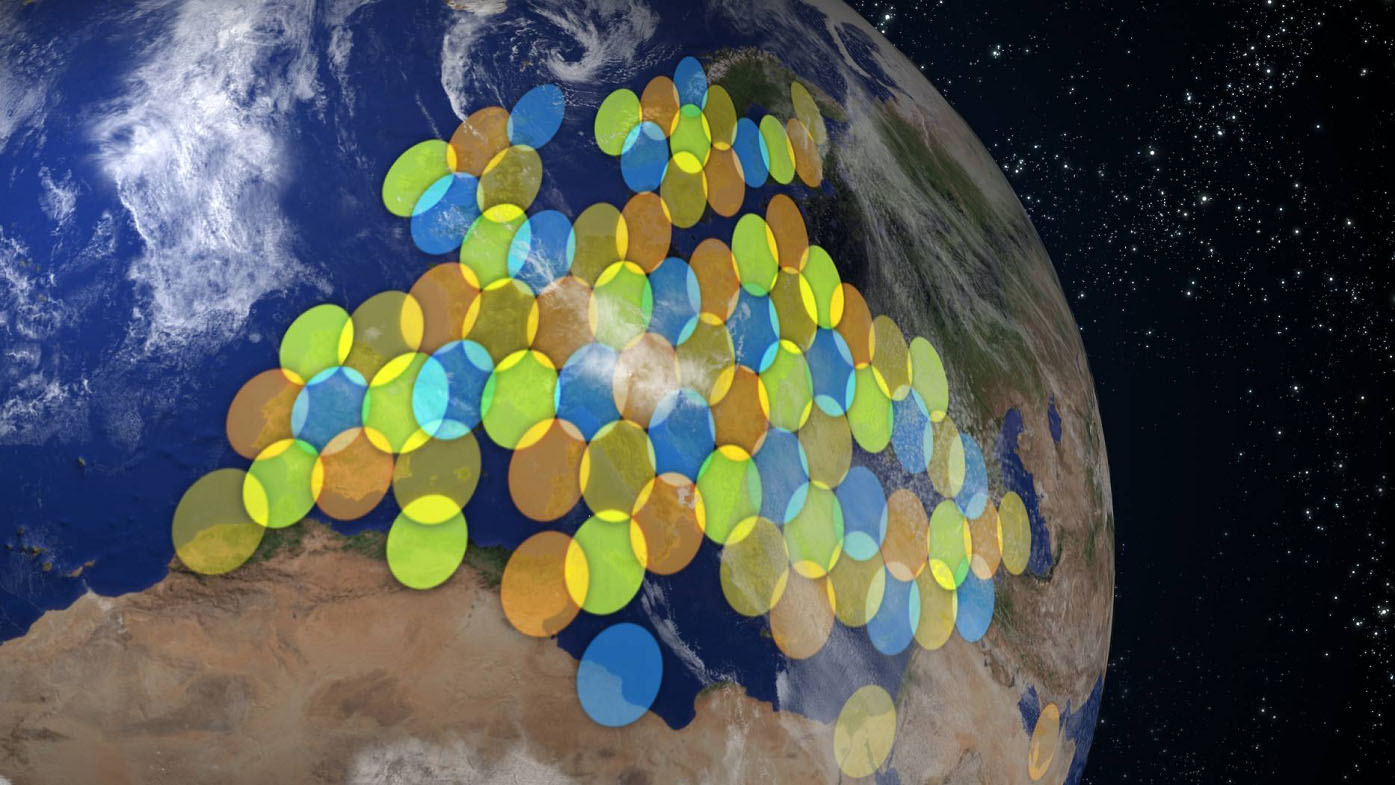
KA-SAT – pokrycie sygnałem obszaru Europy i Morza Śródziemnego. Kolory plam oznaczają różne częstotliwości.

Według danych Eutelsatu, KA-SAT jest potencjalnie w stanie zapewnić dostęp do internetu ponad milionowi domostw. Firma w przedsięwzięcie zainwestowała około 350 mln €, łącznie z konstrukcją satelity i umieszczeniem go na orbicie.
Konfiguracja KA-SAT pozwala wykorzystać jedną częstotliwość 20 razy i dzięki temu uzyskuje łączną przepustowość do ponad 90 Gbps.
Satelita działa w połączeniu z dziesięcioma stacjami naziemnymi (dwie z nich jako zapasowe), które pełnią rolę bramy sieciowej, będąc częścią usługi Eutelsat Tooway. Centrum sterowania zlokalizowane jest w Turynie (Włochy). Jest zarządzane przez firmę Skylogic, która jest spółką zależną od Eutelsatu.

## Łączność
Transmisja danych zapewniania jest przez urządzenia firmy ViaSat:
- w stacji naziemnej (brama sieciowa) jest to ViaSat „SurfBeam 2”;
- po stronie klienta modem ViaSat „SurfBeam 2”.

„SurfBeam 2” jest zmodyfikowaną wersją DOCSIS dostosowanym przez ViaSat na potrzeby komunikacji satelitarnej. Zastosowano najnowszą technologię DVB-S2 oraz metody współdzielenia pasma MF-TDMA.

## KA-SAT w liczbach[6]
| Opis                   | Liczba     |
| ---------------------- | ---------- |
| Stacje naziemne        | 10 szt.    |
| Wiązki                 | 82 szt.    |
| Przepustowość          | 90 Gbps    |
| Kraje objęte zasięgiem | 55         |
| Pozycja orbitalna      | 9° Wschód  |
| Start satelity         | 26.12.2010 |
| Uruchomienie usługi    | 31.05.2011 |
| Planowana żywotność    | 16 lat     |